# لونتراس
لونتراس (به پرتغالی: Lontras) یک منطقهٔ مسکونی در برزیل است که در سانتا کاتارینا واقع شده‌است. لونتراس ۱۹۷٫۵۸۶ کیلومتر مربع مساحت و ۱۲٬۳۱۵ نفر جمعیت دارد.